# Volontario in ferma prefissata triennale
Il volontario in ferma prefissata triennale (in acronimo VFPT o VFT) è un militare delle forze armate italiane - facente parte della categoria dei militari di truppa - proveniente dal ruolo VFI - che presta servizio nell'Esercito Italiano, nella Marina Militare o nell'Aeronautica Militare. 
Il relativo ruolo del personale è stato istituto dalla legge 5 agosto 2022, n. 119, che ha sostituito il precedente di volontario in ferma prefissata di quattro anni (VFP4) previsto dalla legge Martino del 2004 rendendolo ad esaurimento, e costituisce il primo livello di accesso alle forze armate italiane in modo volontario.

## Descrizione generale
L'ammissione alla ferma avviene tramite concorso pubblico per titoli ed esami, e la durata della ferma è triennale, e le modalità sono stabilite con decreto del Ministero della Difesa
I vincitori del concorso, all'atto della nomina, vengono inviati a uno dei reggimenti addestramento volontari e successivamente al reparto di destinazione, acquisendo il grado di caporale. Ad essi si applicano in via generale le stesse norme previste per i volontari in servizio permanente.
I volontari assegnati a reparti con particolari specialità che al termine del previsto corso formativo non dovessero conseguire il brevetto di specialità, verranno assegnati ad altri reparti dell'esercito con apposito reimpiego; contestualmente può essere previsto il cambio di incarico assegnato in precedenza a seconda dell'esigenza della forza armata.
Dall'agosto 2022, al termine della ferma, i volontari:
- Sono immessi nei ruoli dei volontari in servizio permanente, se non siano stati sottoposti a procedimento disciplinare da cui possa derivare una sanzione di stato, o riportato una qualifica non inferiore a "nella media" o giudizio corrispondente, negli ultimi dodici mesi di servizio.

- possono congedarsi definitivamente dalle forze armate italiane (purché senza demerito) ed eventualmente beneficiare dei posti di riserva nei concorsi per l'impiego civile nella pubblica amministrazione italiana, come previsto dalla legge.[5]

La ferma prestata costituisce inoltre titolo di preferenza nei concorsi nelle forze di polizia italiane.

## Gradi
Il personale in servizio in qualità di VFP4 consegue i seguenti gradi:
| Periodo di servizio               | Esercito Italiano | Marina Militare | Aeronautica Militare |
| --------------------------------- | ----------------- | --------------- | -------------------- |
| Alla nomina                       |                   |                 |                      |
| Dopo 18 mesi                      |                   |                 |                      |
| Al termine della rafferma (3anni) |                   |                 |                      |